# Rhinotermitidae
Rhinotermitidae là một họ mối (Isoptera). Chúng ăn gỗ và có thể gây thiệt hại lớn cho các tòa nhà và các kết cấu gỗ. Họ này có khoảng 345 loài được công nhận, trong đó có các loài gây hại nghiêm trọng như Coptotermes formosanus, Coptotermes gestroi và Reticulitermes flavipes.

## Phân loại
Họ Rhinotermitidae Froggatt, 1897
- Phân họ Coptotermitinae Holmgren, 1910a (synonym Arrhinotermitinae Sjöstedt, 1926)
- Phân họ Heterotermitinae Froggatt, 1897 (synonym Leucotermitinae Holmgren, 1910a)
- Phân họ Prorhinotermitinae Quennedey & Deligne, 1975
- Phân họ Psammotermitinae Holmgren, 1911
- Phân họ Rhinotermitinae Froggatt, 1897
- Phân họ Termitogetoninae Holmgren, 1910a